# Паньковка 1-я
Панько́вка 1-я — посёлок в Новоснежнинском муниципальном образовании Слюдянского района Иркутской области.

## География
Находится на южном берегу озера Байкал, у левого берега устья реки Паньковки. Через посёлок проходит Транссибирская магистраль, на которой расположен одноименный остановочный пункт. Остановок электропоездов в данное время (2015 год) нет. В 1,5 км по автодороге к югу от посёлка проходит федеральная автомагистраль Р258 «Байкал».

## История
Основан в 1949 году как посёлок железнодорожных работников, обслуживающих Транссибирскую магистраль.

## Население
| 2002 | 2010 | 2011 | 2012 |
| ---- | ---- | ---- | ---- |
| 31   | ↘21  | →21  | →21  |